# Нтавуликура, Матиас
Матиас Нтавуликура — руандийский бегун на длинные дистанции. На олимпийских играх 1988 года не смог выйти в финал в беге на 5000 метров. На Олимпиаде 1992 года не смог выйти в финал на дистанции 10 000 метров. На олимпийских играх в Атланте занял 8-е место на дистанции 10 000 метров. На олимпийских играх 2000 года бежал марафон, на котором занял 15-е место. На Олимпиаде в Афинах занял 62-е место в марафоне. Также на олимпийских играх 2004 года был знаменосцем сборной Руанды.
Занял 7-е место на Лондонском марафоне 2000 года с личным рекордом — 2:09.55.